# Úttörő
Der Úttörő war ein ungarischer Kleinstwagen aus Miskolc.
Der Techniker János Schadek stellte 1954 im Rahmen des Törpeautó-programs einen Kleinstwagen vor. Das Fahrzeug war 2,65 Meter lang, hatte vier Räder und bot Platz für zwei Personen. Für den Antrieb sorgte ein Einzylinder-Zweitaktmotor von Csepel mit 250 cm³ Hubraum und 8 PS Leistung, der im Heck angeordnet war. Die Höchstgeschwindigkeit betrug 68 km/h. Zu einer Serienfertigung kam es nicht.